# Marcellino Lucchi
Marcellino Lucchi (Cesena, 13 marzo 1957) è un pilota motociclistico italiano ritiratosi dall'attività agonistica.

## Carriera

Lucchi in azione su Aprilia agli Assoluti d'Italia nel 1995

Ha debuttato nel motociclismo all'età di 20 anni ed è passato al motomondiale solo 5 anni dopo, nella categoria 250. Lucchi è stato in realtà un pilota "a tempo perso" per molti anni, lavorando durante la settimana come operatore ecologico fino al 1998 e partecipando alle gare solo come wild card. Soltanto in alcune annate ha fatto la stagione quasi completa (1990, 1991, 1999). Nonostante tutto è stato un discreto pilota e un ottimo collaudatore che ha contribuito per alcuni anni allo sviluppo delle Aprilia 250GP.
Negli anni 1982 e 1983 ha partecipato al campionato Europeo Velocità guidando una Yamaha, piazzandosi al 4º posto il primo anno e al 20º il successivo. Parteciperà una terza volta all'europeo anche nel 1989, questa volta su Aprilia, arrivando al 2º posto finale.
In campo nazionale, Lucchi ha vinto per 6 volte consecutive (dal '92 al '97) il Campionato Italiano Velocità classe 250 (sempre su Aprilia), mentre l'unica affermazione degna di nota ottenuta nel mondiale è stata la vittoria al Gran Premio del Mugello del 1998: quest'ultima ottenuta per "somma dei tempi" (cioè senza tagliare per primo il traguardo) a causa dell'interruzione e della successiva ripartenza della gara per motivi meteorologici.
L'ultima sua presenza registrata nel motomondiale è stata in occasione del Gran Premio della Malesia della stagione 2004 in cui è arrivato 16º in gara.

## Risultati nel motomondiale

### Classe 250
| 1982 | Classe | Moto   |    |    |   |   |   |   |   |    |   |   |   |   |   |   |  |  | Punti | Pos. |
| ---- | ------ | ------ | -- | -- | - | - | - | - | - | -- | - | - | - | - | - | - |  |  | ----- | ---- |
| 1982 | 250    | Yamaha | NE | NE | - | - | 7 | - | - | 12 | - | - | - | - | 6 | - |  |  | 9     | 24º  |

| 1983 | Classe | Moto |  |  |     |  |  |  |  |  |  |  |  |    |  |  |  |  | Punti | Pos. |
| ---- | ------ | ---- |  |  | --- |  |  |  |  |  |  |  |  | -- |  |  |  |  | ----- | ---- |
| 1983 | 250    | SWM  |  |  | Rit |  |  |  |  |  |  |  |  | NE |  |  |  |  | 0     |      |

| 1984 | Classe | Moto  |  |    |  |  |  |  |     |  |  |  |  |     |  |  |  |  | Punti | Pos. |
| ---- | ------ | ----- |  | -- |  |  |  |  | --- |  |  |  |  | --- |  |  |  |  | ----- | ---- |
| 1984 | 250    | Rotax |  | 18 |  |  |  |  | Rit |  |  |  |  | Rit |  |  |  |  | 0     |      |

| 1985 | Classe | Moto    |  |  |  |    |  |  |  |  |  |  |  |    |  |  |  |  | Punti | Pos. |
| ---- | ------ | ------- |  |  |  | -- |  |  |  |  |  |  |  | -- |  |  |  |  | ----- | ---- |
| 1985 | 250    | Malanca |  |  |  | 23 |  |  |  |  |  |  |  | 15 |  |  |  |  | 0     |      |

| 1986 | Classe | Moto    |  |    |  |  |    |  |  |     |  |  |    |    |  |  |  |  | Punti | Pos. |
| ---- | ------ | ------- |  | -- |  |  | -- |  |  | --- |  |  | -- | -- |  |  |  |  | ----- | ---- |
| 1986 | 250    | Aprilia |  | 24 |  |  | 19 |  |  | Rit |  |  | 15 | NE |  |  |  |  | 0     |      |

| 1987 | Classe | Moto  |  |  |  |    |  |    |  |    |     |  |  |    |  |  |  |  | Punti | Pos. |
| ---- | ------ | ----- |  |  |  | -- |  | -- |  | -- | --- |  |  | -- |  |  |  |  | ----- | ---- |
| 1987 | 250    | Honda |  |  |  | 23 |  | 21 |  | NQ | Rit |  |  | 17 |  |  |  |  | 0     |      |

| 1988 | Classe | Moto  |  |  |  |  |     |  |  |  |  |  |  |  |  |  |  |  | Punti | Pos. |
| ---- | ------ | ----- |  |  |  |  | --- |  |  |  |  |  |  |  |  |  |  |  | ----- | ---- |
| 1988 | 250    | Honda |  |  |  |  | Rit |  |  |  |  |  |  |  |  |  |  |  | 0     |      |

| 1989 | Classe | Moto    |  |  |  |  |   |  |  |  |   |  |  |  |  |  |  |  | Punti | Pos. |
| ---- | ------ | ------- |  |  |  |  | - |  |  |  | - |  |  |  |  |  |  |  | ----- | ---- |
| 1989 | 250    | Aprilia |  |  |  |  | 6 |  |  |  | 9 |  |  |  |  |  |  |  | 17    | 25º  |

| 1990 | Classe | Moto    |  |  |     |   |     |    |    |    |    |    |    |  |    |     |    |  | Punti | Pos. |
| ---- | ------ | ------- |  |  | --- | - | --- | -- | -- | -- | -- | -- | -- |  | -- | --- | -- |  | ----- | ---- |
| 1990 | 250    | Aprilia |  |  | Rit | 9 | Rit | 11 | 14 | 11 | 20 | 21 | 16 |  | 17 | Rit | 12 |  | 23    | 19º  |

| 1991 | Classe | Moto    |  |  |  |     |     |    |     |     |    |     |     |    |    |    |  |  | Punti | Pos. |
| ---- | ------ | ------- |  |  |  | --- | --- | -- | --- | --- | -- | --- | --- | -- | -- | -- |  |  | ----- | ---- |
| 1991 | 250    | Aprilia |  |  |  | Rit | Rit | 22 | Rit | Rit | 14 | Rit | Rit | 20 | 16 | 13 |  |  | 5     | 29º  |

| 1993 | Classe | Moto    |  |  |  |  |  |  |  |  |    |  |  |  |  |  |  |  | Punti | Pos. |
| ---- | ------ | ------- |  |  |  |  |  |  |  |  | -- |  |  |  |  |  |  |  | ----- | ---- |
| 1993 | 250    | Aprilia |  |  |  |  |  |  |  |  | 11 |  |  |  |  |  |  |  | 5     | 28º  |

| 1994 | Classe | Moto    |  |  |  |  |  |  |  |   |  |  |  |  |  |  |  |  | Punti | Pos. |
| ---- | ------ | ------- |  |  |  |  |  |  |  | - |  |  |  |  |  |  |  |  | ----- | ---- |
| 1994 | 250    | Aprilia |  |  |  |  |  |  |  | 5 |  |  |  |  |  |  |  |  | 11    | 20º  |

| 1995 | Classe | Moto    |  |  |  |  |    |   |  |  |  |  |  |  |  |  |  |  | Punti | Pos. |
| ---- | ------ | ------- |  |  |  |  | -- | - |  |  |  |  |  |  |  |  |  |  | ----- | ---- |
| 1995 | 250    | Aprilia |  |  |  |  | 10 | 3 |  |  |  |  |  |  |  |  |  |  | 22    | 19º  |

| 1996 | Classe | Moto    |  |  |  |  |   |  |  |     |     |  |  |   |   |  |  |  | Punti | Pos. |
| ---- | ------ | ------- |  |  |  |  | - |  |  | --- | --- |  |  | - | - |  |  |  | ----- | ---- |
| 1996 | 250    | Aprilia |  |  |  |  | 2 |  |  | Rit | Rit |  |  | 5 | 6 |  |  |  | 41    | 16º  |

| 1997 | Classe | Moto    |  |  |  |   |     |  |  |   |  |  |  |  |  |  |  |  | Punti | Pos. |
| ---- | ------ | ------- |  |  |  | - | --- |  |  | - |  |  |  |  |  |  |  |  | ----- | ---- |
| 1997 | 250    | Aprilia |  |  |  | 2 | Rit |  |  | 6 |  |  |  |  |  |  |  |  | 30    | 18º  |

| 1998 | Classe | Moto    |  |  |   |   |  |  |  |  |  |   |     |     |  |  |  |  | Punti | Pos. |
| ---- | ------ | ------- |  |  | - | - |  |  |  |  |  | - | --- | --- |  |  |  |  | ----- | ---- |
| 1998 | 250    | Aprilia |  |  | 5 | 1 |  |  |  |  |  | 3 | Rit | Rit |  |  |  |  | 52    | 15º  |

| 1999 | Classe | Moto    |   |   |   |    |     |     |     |   |    |  |   |  |  |  |  |  | Punti | Pos. |
| ---- | ------ | ------- | - | - | - | -- | --- | --- | --- | - | -- |  | - |  |  |  |  |  | ----- | ---- |
| 1999 | 250    | Aprilia | 6 | 9 | 5 | 15 | Rit | Rit | Rit | 7 | 13 |  | 8 |  |  |  |  |  | 49    | 17º  |

| 2000 | Classe | Moto    |  |  |  |   |  |     |     |  |  |  |  |  |  |  |  |  | Punti | Pos. |
| ---- | ------ | ------- |  |  |  | - |  | --- | --- |  |  |  |  |  |  |  |  |  | ----- | ---- |
| 2000 | 250    | Aprilia |  |  |  | 7 |  | Rit | Rit |  |  |  |  |  |  |  |  |  | 9     | 26º  |

| 2001 | Classe | Moto    |  |  |   |  |     |  |  |  |  |  |  |  |  |  |  |  | Punti | Pos. |
| ---- | ------ | ------- |  |  | - |  | --- |  |  |  |  |  |  |  |  |  |  |  | ----- | ---- |
| 2001 | 250    | Aprilia |  |  | 4 |  | Rit |  |  |  |  |  |  |  |  |  |  |  | 13    | 24º  |

| 2004 | Classe | Moto    |  |  |  |  |  |  |  |  |  |  |  |  |  |    |  |  | Punti | Pos. |
| ---- | ------ | ------- |  |  |  |  |  |  |  |  |  |  |  |  |  | -- |  |  | ----- | ---- |
| 2004 | 250    | Aprilia |  |  |  |  |  |  |  |  |  |  |  |  |  | 16 |  |  | 0     |      |

| Legenda | 1º posto        | 2º posto            | 3º posto            | A punti      | Senza punti        | Grassetto – Pole position Corsivo – Giro più veloce |
| Legenda | Gara non valida | Non qual./Non part. | Ritirato/Non class. | Squalificato | '-' Dato non disp. | Grassetto – Pole position Corsivo – Giro più veloce |

### Classe 500
| 1996 | Classe | Moto    |  |  |  |  |  |  |  |  |  |    |    |  |  |  |  |  | Punti | Pos. |
| ---- | ------ | ------- |  |  |  |  |  |  |  |  |  | -- | -- |  |  |  |  |  | ----- | ---- |
| 1996 | 500    | Aprilia |  |  |  |  |  |  |  |  |  | 18 | 15 |  |  |  |  |  | 1     | 32º  |

| Legenda | 1º posto        | 2º posto            | 3º posto            | A punti      | Senza punti        | Grassetto – Pole position Corsivo – Giro più veloce |
| Legenda | Gara non valida | Non qual./Non part. | Ritirato/Non class. | Squalificato | '-' Dato non disp. | Grassetto – Pole position Corsivo – Giro più veloce |